# 赵喜忠
赵喜忠（1948年—），辽宁盘山人，汉族，中华人民共和国政治人物、第十一届全国人民代表大会辽宁地区代表。
毕业于中央党校函授学院经济管理专业。加入中共，担任盘锦良友米业董事长。2008年起担任全国人大代表。